# Unisport-Auto Chișinău
FC Unisport-Auto Chişinău war ein Fußballverein aus Chișinău, Moldawien. Er bestand von 1991 bis 2005, als er aufgelöst wurde.

## Geschichte

### Namensänderungen
1991: Amocom Chişinău
1994: Sportul Studențesc Chişinău
1996: Fusion mit Universul Truşeni und Bucuria Chişinău zu Unisport Chişinău
1997: Fusion mit Termotransauto Străşeni zu Unisport-2 Termotransauto Străşeni
1999: Fusion mit FC Nistru Otaci zu Nistru-Unisport Otaci
2000: Fusion wurde rückgängig gemacht, Neustart als Unisport-Auto Chişinău

### Ligabilanz
| Saison                                       | Liga | Platz | Sp. | S  | U | N  | Tore | GT | Diff. | Pkt. | Pokal         | Bemerkungen                     |
| -------------------------------------------- | ---- | ----- | --- | -- | - | -- | ---- | -- | ----- | ---- | ------------- | ------------------------------- |
| 1996/97                                      | 1    | 9.    | 30  | 12 | 5 | 13 | 40   | 44 | −4    | 41   | Achtelfinale  |                                 |
| 1997/98                                      | 1    | 7.    | 26  | 11 | 5 | 10 | 23   | 32 | −9    | 38   | Achtelfinale  |                                 |
| 1998/99                                      | 1    | 10.   | 18  | 3  | 4 | 11 | 12   | 29 | −17   | 13   | Achtelfinale  | Gewann Relegation               |
| Vereinslizenz an FC Nistru Otaci ausgeliehen |      |       |     |    |   |    |      |    |       |      |               |                                 |
| 2000/01                                      | 2    | 9.    | 30  | 12 | 4 | 14 | 35   | 44 | −9    | 40   | Achtelfinale  |                                 |
| 2001/02                                      | 2    | 8.    | 30  | 12 | 7 | 11 | 48   | 47 | 1     | 43   | Achtelfinale  |                                 |
| 2002/03                                      | 2    | 3.    | 26  | 17 | 5 | 4  | 44   | 22 | 22    | 56   | Achtelfinale  | Aufstieg durch Playoff          |
| 2003/04                                      | 1    | 7.    | 28  | 6  | 5 | 17 | 29   | 52 | −23   | 23   | Viertelfinale | Erhielt Klasse durch Relegation |
| 2004/05                                      | 1    | 7.    | 28  | 3  | 5 | 20 | 16   | 51 | −35   | 14   | Achtelfinale  | Abstieg nach Relegation         |

## Unisport-2 Chişinău
Unisport-2 war die zweite Mannschaft von Unisport. Das moldawische Ligasystem erlaubt es Reserveteams, in derselben Ligastruktur zu spielen, jedoch nicht in die Divizia Naţională aufzusteigen.
Das Team fusionierte 1997 mit Termotransauto Străşeni zu Unisport-2 Termotransauto Străşeni.
Im Jahr 2000 wurde die zweite Mannschaft zur ersten Mannschaft.